# Pianoconcert nr. 2 (Merikanto)
Aarre Merikanto voltooide zijn Pianoconcert nr. 2 in 1937. Hij had er in totaal drie jaar aan gewerkt. Zijn eerste pianoconcert was goed ontvangen, maar verdween al snel van de podia. Zijn tweede werk in het genre moest lang wachten op haar première. De moderniteiten van Merikanto lagen (nog) niet zo goed in het (op muzikaal gebied) behoudende Finland. Het pianoconcert is geschreven in een neoclassicistische stijl met romantische trekken. De eerste uitvoering vond plaats op 12 juni 1954 door Tapani Valsta, de algehele leiding had Matti Similä. De uitvoering vond nota bene plaats in het kader van een Sibeliusweek, genoemd naar de componist waar de muziek van Merikanto eigenlijk geen binding mee had.
Het concert kent de klassieke driedelige opzet:
1. Tranquillo
2. Lento assai
3. Allegro assai

Merikanto schreef het voor:
- piano
- 2 dwarsfluiten,  2 hobo's, 2 klarinetten, 2 fagotten
- 3 hoorns, 2 trompetten, 2 trombones
- pauken
- violen (8 eerste, 8 tweede), 6 altviolen, 6 celli en 4 contrabassen